# Pseudodiploexochus gibbus
Pseudodiploexochus gibbus is een pissebed uit de familie Armadillidae. De wetenschappelijke naam van de soort is voor het eerst geldig gepubliceerd in 1972 door Lemos de Castro.